# Archos

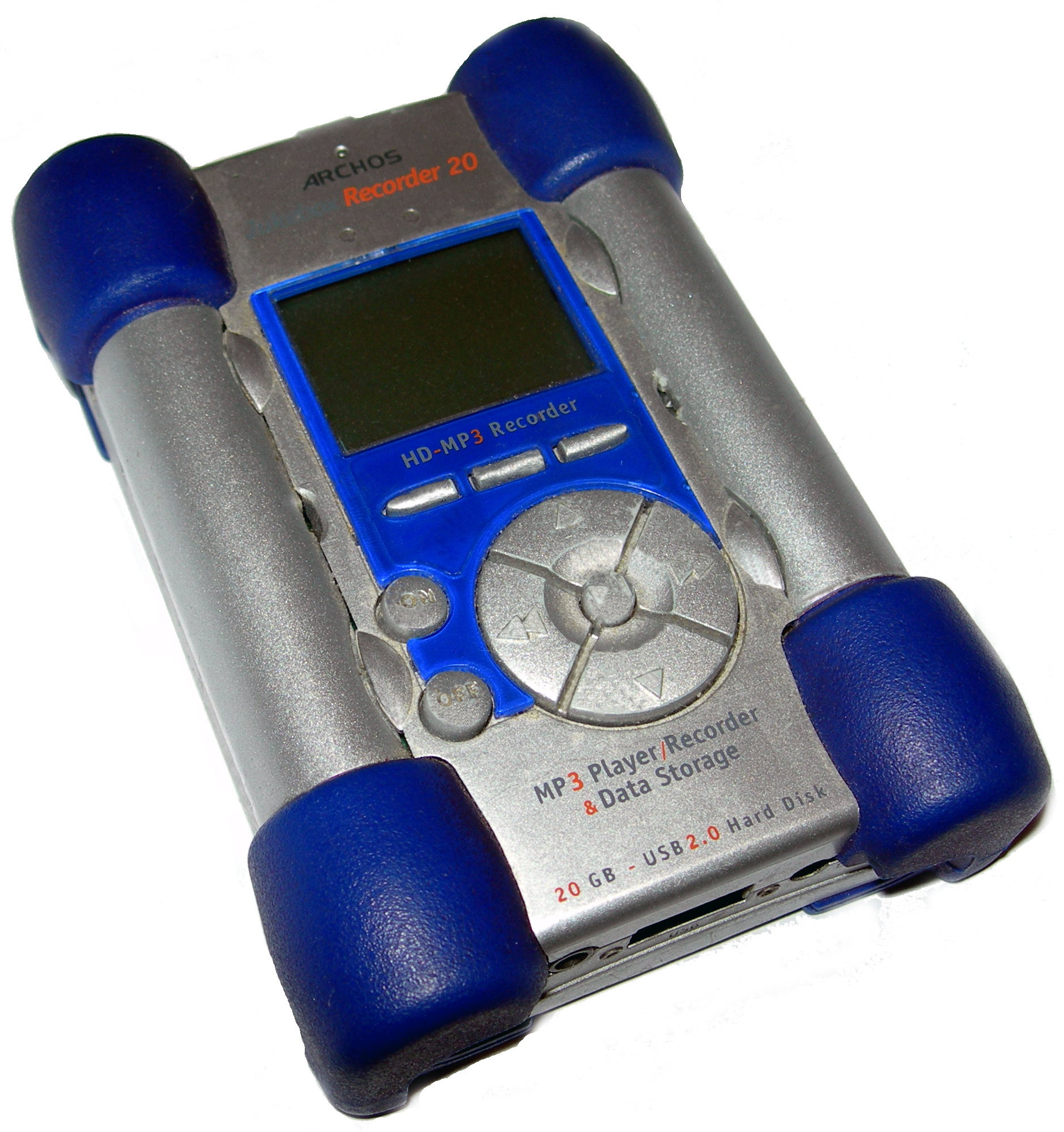
Un "Jukebox Recorder 20"

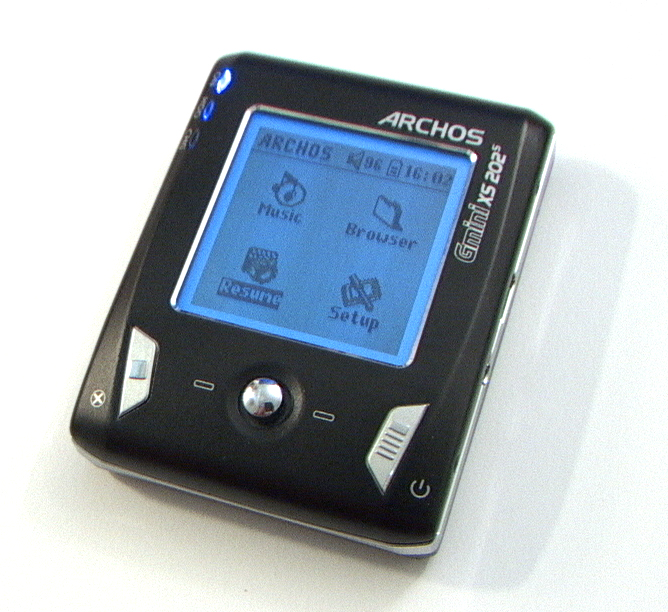
Un "GMini XS202s"

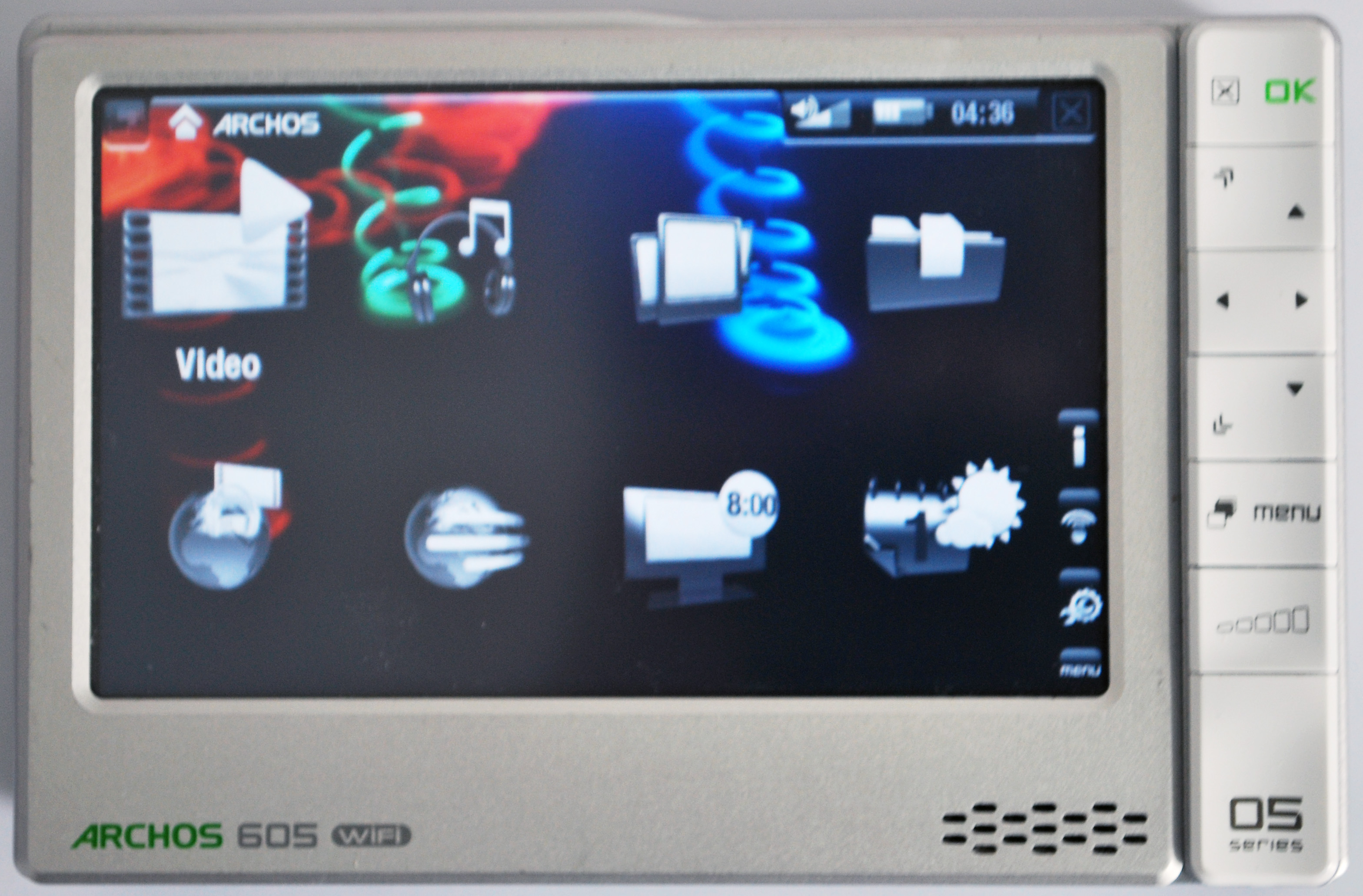
Un "Archos 605 WIFI"

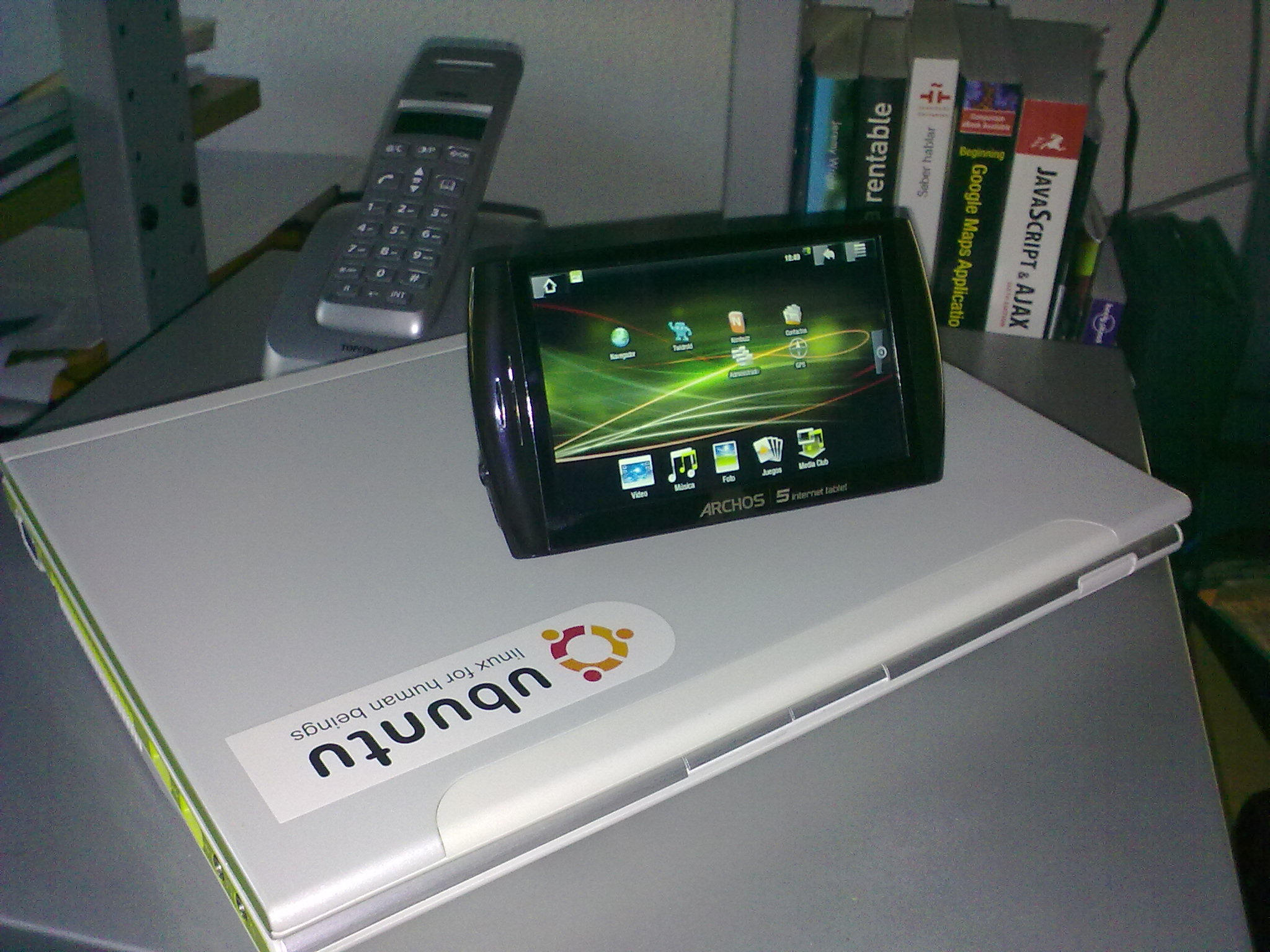
Un "Archos 5 internet tablet"

Archos è un'azienda francese attiva nel settore dell'elettronica di consumo, in particolare nella produzione e vendita di lettori audio/video portatili, telefonia mobile e dispositivi d'intrattenimento multimediale.
Essa fu fondata come société à responsabilité limitée il 9 febbraio 1988 da Henri Crohas a Meudon; in seguito, il 22 aprile 1991, è trasformata in société anonyme con consiglio di amministrazione.
Il nome dell'azienda (Archos) deriva dall'anagramma del cognome del fondatore (Crohas).

## Storia

### Profilo
La Archos è una piccola e media impresa francese; essa è stata storicamente un'azienda innovativa e spesso è stata la prima ad immettere sul mercato dei prodotti, seguita poi da altre aziende. Fino al 2008, solo la manifattura dei suoi prodotti era delocalizzata in Cina, a partire dal 2009, anche lo sviluppo hardware e software sono trasferiti a dei partner.
Negli anni 2000, la Archos si voleva porre come un concorrente della Apple – il suo slogan era Think smaller in riferimento a quello di Apple Think different – ed in effetti spesso è riuscita ad immettere sul mercato dei prodotti prima del concorrente statunitense: il primo lettore MP3 di Archos è del 2000, mentre l'iPod di Apple è del 2001; nel 2001 il lettore MP3 di Archos è dotato di un hard disk di 20GB, l'iPod da 20GB arriva solo nel 2002; il primo lettore MP4 di Archos è del 2002 – l'"Archos Jukebox Multimedia" è considerato il primo portable media player (PMP) al mondo –, mentre il primo iPod capace di leggerli arriva solo nel 2005 (iPod video); il negozio online di applicazioni "Archos Content Portal" (ACP) è lanciato nel 2007, mentre l'App Store è creato nel 2008.
Altri due concorrenti "francesi" sono la Alcatel Mobile (2004) e la Wiko (2011); tuttavia entrambe godono dell'appoggio di grandi gruppi di elettronica cinesi (rispettivamente TCL e Tinno). Infatti la Alcatel Mobile non è altro che un marchio registrato di proprietà di Nokia (dal 2016, in precedenza di Alcatel-Lucent e di Alcatel) utilizzato su licenza da TCT Mobile Europe filiale di TCL Communication del gruppo TCL Corporation; mentre la Wiko è una società di proprietà della Tinno; in entrambi i casi, tutto il ciclo di produzione del prodotto è realizzato in Cina, solo il marketing è realizzato in Francia. 

Un altro marchio "francese" di telefoni e smartphone a basso costo è Echo Mobiles (2015).
Tra i fattori che possono spiegare il mancato successo commerciale e i risultati economici di Archos vi possono essere: la scarsa forza dell'immagine della società e la debole strategia di marketing (rispetto ad Apple o Samsung ad esempio) e la mancanza di un grande gruppo di elettronica alle spalle (rispetto ad Alcatel Mobile e Wiko ad esempio); il mercato dell'elettronica di consumo – in particolare legato a smartphones e tablets – è estremamente competitivo, concorrenziale e richiede investimenti in ricerca e sviluppo sempre più ingenti.
Nel primo quadrimestre del 2017, le quote di mercato mondiali dei produttori di smartphones erano: 23,3% Samsung, 14,7% Apple, 10,0% Huawei, 7,5% OPPO, 5,5% vivo e 39,0 altri produttori; ad agosto 2016 in Francia, dove l'87% dei telefoni mobili sono smartphones, le quote di mercato erano: 33,4% Samsung, 18,1% Apple, 10,4% Huawei e 8,6% Wiko; nel 2015 Archos rivendica la quinta posizione nel mercato dei tablets con il 6% (dietro Samsung, Apple, Asus e Acer) e la settima posizione (in Europa, la sesta in Francia) nel mercato degli smartphones con il 2% (dietro Apple, Samsung, Wiko, HTC, LG e Huawei).

### Cronologia
- 8 marzo 1988 : Iscrizione di Archos "Société à responsabilité limitée" al registro delle imprese (RCS: 343 902 821).[11]
- 10 gennaio 1991 : Iscrizione di Archos "Société anonyme" al registro delle imprese (RCS: 343 902 821).[12]
- 1992 : Commercializzazione della prima PC Card PCMCIA per Amiga Commodore.[13]
- 1997 : Primo lettore CD-ROM con Micro Power Management alimentato da un computer portatile.[14]
- 1998 : Primo lettore CD-ROM "Ultra-fin".
- 1999 : Primo lettore CD-ROM "Miniature".
- 2000 : Commercializzazione del primo lettore MP3 con disco rigido "Jukebox 6000" (per PC e Mac).[15]
- 2001 : Primo lettore e registratore MP3 tascabile con disco rigido da 20GB "Jukebox Recorder 20".[14]
- 2002 : Primo lettore e registratore MP/MP4 tascabile al mondo "Jukebox Multimedia".[4]
- 14 febbraio 2002 : L'azienda è quotata su Euronext Paris ("compartimento C") e fa parte dell'indice CAC Small.[16]
- 2003 : Primo lettore video "AV100". Commercializzazione del primo lettore/registratore multimediale "AV300" con fotocamera da 3,3 megapixel[15]. Primo disco rigido esterno da 20GB ultra leggero dotato di una connessione USB 2.0 "ARCDisk". Primo lettore MP3 personalizzabile con una gamma di accessori "Gmini 120".
- 2004 : Primo lettore (e registratore) video programmabile con docking station della serie "AV400".
- 2005 : Primo lettore multimediale dotato di un sistema operativo Linux, di accesso Wi-Fi e funzioni PDA "PMA430". Primo lettore/registratore video dotato di un disco rigido da 100GB "AV4100". Primo lettore MP3 con disco rigido da 3GB venduto a 169,95$ "Gmini XS 100". Primo lettore/registratore video con schermo da 7pollici: "AV 700 Mobile DVR". Primo lettore MP3 da 20GB con videocamera integrata: "Gmini 402 Camcorder".
- 2006 : Primo lettore/registratore TDT capace di visualizzare e registrare la Télévision Numérique Terrestre: "AV 700 TV".
- 2007 : Lancio della "Génération 5" e dell'"ARCHOS 704-WiFi", lettore multimediale dotato di Wi-Fi e di schermo tattile da 7pollici. Lancio dell'"Archos Content Portal" (ACP), prima biblioteca monciale di contenuti, precursore dei negozi online di applicazioni; App Store e Android Market sono creati nel 2008.[3]
- 2008 : Lancio dell'"ARCHOS 605 GPS", il primo portable media player (PMP) dotato di un sistema GPS. Lancio degli Internet Tablet multimediali.
- 2009 : Commercializzazione del primo internet tablet Android "Archos 5 Internet Tablet"[15]. Lancio del netbook "ARCHOS 10". Lancio dell'"ARCHOS 3" di una gamma completa di lettori MP3/MP4. Lancio dell'"ARCHOS 9 PCtablet", un tablet PC tattile dotato di Windows 7. Lancio di "AppsLib", negozio online di applicazioni Android.[17]
- 2010 : Lancio di una gamma completa di internet tablet: l'"ARCHOS 11 Internet Tablet" è il tablet più sottile e leggero presente sul mercato. Lancio del primo tablet Android a grande schermo: "Archos 7 Home Tablet".[18]
- 2011 : Archos ottiene un contratto diretto MADA di Google (Mobile Application Distribution Agreement). Lancio del primo telefono Android DECT: "Archos 35 Smart Home Phone".
- 2012 : Commercializzazione del primo internet tablet Android con tastiera magnetica "Archos Gen10 XS"[15]. Lancio del primo tablet dedicato ai videogiochi, basato su Android e con un sistema unico di riconoscimento dei giochi e dei controlli: "Archos GamePad".
- 2013 : Lancio della prima Smart TV "Archos TV Connect". Archos si lancia nel mercato degli smartphones, di gamma medio/bassa sul modello di Wiko[10]. Lancio della linea di smartphones "Titanium"[19].
- 13 dicembre 2013 : Archos entra nel capitale di Logic Instrument SA, società francese di sistemi informatici mobili embedded e rugged in ambienti avversi.[20]
- 2014 : Commercializzazione della linea di domotica "Archos Smart Home".[15]
- 2015 : Creazione di PicoWAN SAS, filiale dedicata alle reti IoT[21]. Commercializzazione della linea di smartphone "Archos 50 Diamond"[15], primo smartphone 4G Full HD a meno di 200€. Archos è partner ufficiale e fornitore tecnologico della Fédération Française de Football (FFF) e dell'Equipe de France, dell'Équipe de France féminine e Équipe de France Espoirs.[22][23]
- 27 marzo 2017 : Lancio di una nuova gamma dedicata alla mobilità urbana con 3 veicoli elettrici: scooter "ARCHOS X3", monopattino "ARCHOS Bolt", bicicletta elettrica pieghevole "ARCHOS Urban eScooter".[24]
- 13 giugno 2017 : Archos sigla un partenariato con Nubia Technology (il marchio premium di ZTE) per proporre degli smartphones di gamma alta.[25]
- 20 giugno 2017 : Lancio della linea di tablets "KODAK", in collaborazione con Eastman Kodak Company, in tutta Europa.[26]
- 29 agosto 2017 : Lancio delle linee di smartphones "Access" e "Core".[27]
- 15 febbraio 2018 : Annuncio del "Vision 215", un computer all-in-one con uno schermo da 21,5 pollici Full HD, un processore quad-core Intel Atom x5-Z8350, 4GB di RAM LPDDR3, 32GB di memoria interna eMMc e dotato del sistema operativo Windows 10.[28]
- 21 febbraio 2018 : Lancio del "Safe-T mini", il primo portafoglio fisico per criptomonete progettato e realizzato in Francia.[29]

## Prodotti
L'azienda, in passato ha prodotto: accessori e periferiche per computer, card PCMCIA, dischi rigidi esterni, lettori/registratori esterni di CD e DVD, lettori MP3, multimediali e registratori video digitali, chiavi USB, internet tablets e telefoni cellulari.
Attualmente (al 2018) l'azienda Archos produce: tablets (dal 2009), smartphones (dal 2013), oggetti connessi (dal 2014), veicoli elettrici (dal 2017) e portafogli per criptomonete (dal 2018); a cui aggiungere i prodotti di Logic Instrument (tablet, smartphone e notebook rugged) e di PicoWAN (network a radiofrequenza LPWAN basato sulla tecnologia LoRaWAN).
Linee tablets
- Magnus
- Sense
- Core
- Helium
- Oxygen
- Cesium (2-in-1)
- Platinum
- Neon
- Xenon
- Access
- Copper
- Titanium
- ARCHOS PC Stick (Stick PC)

Linee smartphones
- Diamond (10/2014)
- Helium (04/2014)
- Sense (08/2017)
- Core (08/2017)
- Oxygen (06/2014)
- Saphir (08/2016)
- Power (05/2015)
- Access (08/2017)
- Cesium (08/2015)
- Cobalt (05/2016)
- Neon (08/2014)
- Platinum (09/2014)
- Titanium (10/2013)
- Téléphones Portables (Feature phones)

Oggetti connessi
- ARCHOS Drone VR
- PicoWan Pack
- ARCHOS Music Beany
- ARCHOS VR Glasses 2
- ARCHOS Pico Drone
- ARCHOS Drone
- ARCHOS Smart Home
- ARCHOS Weather Station
- ARCHOS VR Glasses
- ARCHOS Blood Pressure Monitor

Veicoli elettrici
- ARCHOS Citee
- ARCHOS Citee Power
- ARCHOS X3
- ARCHOS Cyclee
- ARCHOS Bolt Jr
- ARCHOS SK8
- ARCHOS Hoverboard
- ARCHOS Bolt
- ARCHOS Hoverboard XL
- ARCHOS Urban eScooter

Portafogli per criptomonete
- ARCHOS Safe-T mini

## Organizzazione

### Governance
| Nome                | Funzione           |
| ------------------- | ------------------ |
| Henri Crohas        | Presidente del CdA |
| Loïc Poirier        | Direttore generale |
| Isabelle Crohas     | Amministratore     |
| Jean Rizet          | Amm. indipendente  |
| Thomas Abramovici   | Amm. indipendente  |
| Jean-Michel Seignou | Amm. indipendente  |
| Alice Crohas        | Amministratore     |

### Dati finanziari
|                                                                        | 2009   | 2010   | 2011   | 2012   | 2013   | 2014   | 2015   | 2016   |
| ---------------------------------------------------------------------- | ------ | ------ | ------ | ------ | ------ | ------ | ------ | ------ |
| Total Return / Rendimento totale                                       |        | 37,21  | 65,37  | -45,71 | -2,77  | -33,05 | -23,40 | -25,00 |
| Revenue / Fatturato                                                    | 57,90  | 83,30  | 171,44 | 154,91 | 143,77 | 132,05 | 158,66 | 154,55 |
| Gross Margin / Margine lordo                                           | 0.14   | 0.23   | 0.19   | 0.04   | 0.14   | 0.17   | 0.16   | 0.21   |
| Operating Income / Reddito operativo                                   | -17,18 | -0,15  | 8,63   | -23,50 | 0,07   | -13,01 | -1,83  | -3,74  |
| Operating Margin / Margine operativo                                   | -0,30  | 0,00   | 0,05   | -0,15  | 0,00   | -0,10  | -0,01  | -0,02  |
| Net Income / Reddito netto                                             | -18,59 | -2,31  | 5,66   | -38,66 | -1,39  | -12,98 | -2,01  | -3.34  |
| Basic EPS / Utili per azione di base                                   | -1,99  | -0,12  | 0,24   | -1,51  | -0,05  | -0,46  | -0,07  | -0,09  |
| DPS / Dividendi per azione                                             | -      | -      | -      | -      | -      | -      | -      | -      |
| Avg. Diluted Shares Outstanding / Quantità media di azioni distribuite | 9      | 20     | 24     | 26     | 27     | 28     | 30     | 38     |
| Operating Cash Flow / Flusso di cassa operativo                        | -2,96  | -11,18 | -9,98  | -3,63  | -17,64 | -14,02 | -7,92  | 1,90   |
| Capital Expenditure / Spese in conto capitale                          | -4,32  | -3,89  | -5,09  | -5,26  | -0,80  | -1,54  | -1,12  | -1,40  |
| Free Cash Flow / Flusso di cassa libero                                | -7,28  | -15,07 | -15,07 | -8,89  | -18,44 | -15,56 | -9,04  | 0,50   |
|                                                                        | 2009   | 2010   | 2011   | 2012   | 2013   | 2014   | 2015   | 2016   |

### Azionariato
| Nome         | N. Azioni  | %      |
| ------------ | ---------- | ------ |
| Henry Crohas | 2.727.884  | 7,17%  |
| Flottante    | 35.331.141 | 92,83% |
| Totale       | 38.059.025 | 100%   |

### Filiali
| Naz.                           | Nome                                | %      | Note                                        |
| ------------------------------ | ----------------------------------- | ------ | ------------------------------------------- |
| Hong Kong (bandiera)           | Appslib Ldt                         | 100%   | ex Archos Asia                              |
| Svizzera (bandiera)            | Archos AG                           | 100%   | non più in attività                         |
| Germania (bandiera)            | Archos Deutschland Gmbh             | 100%   |                                             |
| Italia (bandiera)              | Archos Italia Srl                   | 100%   | non più in attività                         |
| Spagna (bandiera)              | Archos Technologia Espana S.L.U.    | 100%   |                                             |
| Cina (bandiera)                | Archos Technology Shenzhen Co. Ltd. | 100%   | ex Archos Digital Products Trading Co. Ltd. |
| Hong Kong (bandiera)           | Arnova Technology Hong Kong         | 100%   |                                             |
| Francia (bandiera)             | Logic Instrument SA                 | 29,6%  | Euronext: ALLOG                             |
| Germania (bandiera)            | loz Logic Instrument GmbH           | (100%) | filiale di Logic Instrument SA              |
| Stati Uniti (bandiera)         | loz Logic Instrument Inc.           | (100%) | filiale di Logic Instrument SA              |
| Emirati Arabi Uniti (bandiera) | loz Logic Mildef Systems Ltd        | (49%)  | filiale di Logic Instrument SA              |
| Francia (bandiera)             | Picowan SAS                         | 100%   |                                             |
| Stati Uniti (bandiera)         | zzz Archos Inc.                     |        | sciolta nel secondo semestre 2015           |
| Francia (bandiera)             | zzz Archos Media Sarl               |        | fusa in Archos SA nel febbraio 2011         |
| Regno Unito (bandiera)         | zzz Archos UK Ltd                   |        | sciolta nel secondo semestre 2015           |